# Thoris septemguttata
Thoris septemguttata är en skalbaggsart som beskrevs av Blackburn 1900. Thoris septemguttata ingår i släktet Thoris och familjen långhorningar. Inga underarter finns listade i Catalogue of Life.